# أوناي ألبا
أوناي ألبا باغاديزابال (بالإسبانية: Unai Alba)‏ (من مواليد 19 فبراير 1978 في أوتارتزون، غيبوثكوا، بلاد الباسك) هو لاعب كرة قدم إسباني، يلعب لنادي ألكويانو في دوري الدرجة الثانية الإسباني، في مركز حارس المرمى.

## وصلات خارجية
- أوناي ألبا على موقع قاعدة بيانات كرة القدم.إي يو (الإنجليزية)
- أوناي ألبا على موقع Soccerway.com (الإنجليزية)
- أوناي ألبا على موقع AS.com (الإسبانية)

- BDFutbol profile
- Futbolme profile (بالإسبانية)
- Athletic Bilbao profile